# Thomas Saretzki
Thomas Saretzki (* 1955 in Bad Oldesloe) ist ein deutscher Politologe und Professor für Umweltpolitik an der Leuphana Universität Lüneburg.

## Leben
Saretzki legte 1974 in Bad Oldesloe das Abitur ab. Von 1974 bis 1976 leistete er seinen Zivildienst ab. Ab 1976 studierte er Politikwissenschaft, Biologie, Philosophie und Erziehungswissenschaften an der Universität Hamburg. 1983 folgte das Erste Staatsexamen für das gymnasiale Lehramt.
Ab 1983 war er wissenschaftlicher Mitarbeiter am Institut für Politische Wissenschaft der Universität Hamburg. In Hamburg folgte die Habilitation und im Jahre 2000 kam Saretzki in Verwaltung einer Professur für Umweltpolitik (C 3) an den Fachbereich Umweltwissenschaften der Universität Lüneburg. Dort ist er heute Lehrstuhlinhaber des eigenständigen Lehrstuhls für Umweltpolitik.

## Positionen
Saretzki arbeitet zu Fragen der Umweltpolitik und der Naturschutzpolitik inter- und transdisziplinär. Dennoch forderte er 2010 in einem Interview, veröffentlicht auf der Website des Goethe-Instituts, die Einhaltung disziplinärer Grenzen bei globalen Fragen wie zum Beispiel der Klimaveränderung: 

„In öffentlichen Debatten sind akademisch ausgebildete Wissenschaftler immer in der Gefahr, die Grenzen ihrer besonderen fachwissenschaftlichen Kompetenz in unangemessener Weise zu überschreiten. In öffentlichen Kontroversen wächst die Neigung, die im wissenschaftlichen Diskurs vorausgesetzte Maxime der intellektuellen Redlichkeit zu vernachlässigen und für die eigenen Aussagen auch bei solchen Fragen die Autorität eines wissenschaftlichen Experten in Anspruch zu nehmen, bei denen die eigenen Antworten nicht durch die jeweilige fachspezifische Kompetenz gedeckt sind.“